# 2004年ベルギーグランプリ
2004年ベルギーグランプリは、2004年F1世界選手権の第14戦として、2004年8月29日にスパ・フランコルシャンで開催された。

## 予選

### 結果
| 順位 | No | ドライバー                 | チーム                   | タイム   | 差     |
| ---- | -- | -------------------------- | ------------------------ | -------- | ------ |
| 1    | 7  | ヤルノ・トゥルーリ         | ルノー                   | 1:56.232 | —      |
| 2    | 1  | ミハエル・シューマッハ     | フェラーリ               | 1:56.304 | +0.072 |
| 3    | 8  | フェルナンド・アロンソ     | ルノー                   | 1:56.686 | +0.454 |
| 4    | 5  | デビッド・クルサード       | マクラーレン・メルセデス | 1:57.990 | +1.758 |
| 5    | 11 | ジャンカルロ・フィジケラ   | ザウバー・ペトロナス     | 1:58.040 | +1.808 |
| 6    | 2  | ルーベンス・バリチェロ     | フェラーリ               | 1:58.175 | +1.943 |
| 7    | 14 | マーク・ウェバー           | ジャガー・コスワース     | 1:58.729 | +2.497 |
| 8    | 12 | フェリペ・マッサ           | ザウバー・ペトロナス     | 1:59.008 | +2.776 |
| 9    | 17 | オリビエ・パニス           | トヨタ                   | 1:59.552 | +3.320 |
| 10   | 6  | キミ・ライコネン           | マクラーレン・メルセデス | 1:59.635 | +3.403 |
| 11   | 3  | ファン・パブロ・モントーヤ | ウィリアムズ・BMW        | 1:59.681 | +3.449 |
| 12   | 9  | ジェンソン・バトン         | BAR・ホンダ              | 2:00.237 | +4.005 |
| 13   | 15 | クリスチャン・クリエン     | ジャガー・コスワース     | 2:01.246 | +5.014 |
| 14   | 4  | アントニオ・ピッツォニア   | ウィリアムズ・BMW        | 2:01.447 | +5.215 |
| 15   | 10 | 佐藤琢磨                   | BAR・ホンダ              | 2:01.813 | +5.581 |
| 16   | 18 | ニック・ハイドフェルド     | ジョーダン・フォード     | 2:02.645 | +6.413 |
| 17   | 20 | ジャンマリア・ブルーニ     | ミナルディ・コスワース   | 2:02.651 | +6.419 |
| 18   | 21 | ゾルト・バウムガルトナー   | ミナルディ・コスワース   | 2:03.303 | +7.071 |
| 19   | 19 | ジョルジオ・パンターノ     | ジョーダン・フォード     | 2:03.833 | +7.601 |
| 20   | 16 | リカルド・ゾンタ           | トヨタ                   | 2:03.895 | +7.663 |

## 決勝

### 展開
フェラーリにとってF1700戦目の記念レース。
ルノーのトゥルーリがトップをキープし、アロンソも続き1-2体制、クルサードも続いた。シューマッハは出遅れた。1コーナーのラ・スルスで接触事故が発生。ウェバーがスローダウンし、佐藤がそのウェバーと接触。さらに後方でもパンターノとブルーニが接触し、この4台がリタイヤ。レースはセーフティカーが導入された。マッサやバリチェロなどもマシンにダメージを負い緊急ピットインを強いられる。
レース再開後もトゥルーリとアロンソのルノー1-2体制は維持されたが、アロンソはマシントラブルで2度のスピンを喫しリタイヤ、トゥルーリは突然ペースが落ち、モントーヤに接触された。クルサードもタイヤがバースト、緊急ピットインを強いられた。
レース半ばにはバトンのタイヤが派手に壊れ、ミナルディのバウムガルトナーを巻き込みリタイヤ。これにより2度目のセーフティカーが導入される。その際にピッツォニアもスローダウンするなど大荒れの展開となる。
セーフティカーが戻った後はライコネンがレースをリード、モントーヤを間に挟みフェラーリの2台がそれを追う展開に。モントーヤはウィリアムズにとってサンマリノグランプリ以来の表彰台が見えていたが、タイヤがパンクしリタイヤ。
その後、マクラーレンのクルサードがジャガーのクリエンに追突、このアクシデントでクルサードのウィングが破損、破片回収のために3度目のセーフティカーが導入された。順位はライコネン、シューマッハ、バリチェロ、ゾンタの順で再スタートが切られたが、再開直後ゾンタがエンジンブローでリタイヤしてしまった。ライコネンを追いたいシューマッハではあったが、タイヤが冷えてしまいライコネンに迫ることはできなかった。
レースはライコネンが今シーズン初優勝で通算2勝目、シーズン唯一の優勝を飾った。シューマッハは2位で5年連続、7回目のドライバーズチャンピオンを獲得、ザウバーはスタート直後やレース中の事故で大荒れの中生き延びダブル入賞を果たした。クリエンは自身初入賞、逆にパニスはこれが自身最後の入賞で、ジャガーもこれが最後の入賞となった。
選手権2位のルノー、3位BAR、4位ウィリアムズが無得点のなか、12ポイントを獲得したマクラーレンがこれらのチームとの差を詰めることになった。

### 結果
| 順位 | No | ドライバー                 | チーム                   | 周回数 | タイム/リタイア | グリッド | ポイント |
| ---- | -- | -------------------------- | ------------------------ | ------ | --------------- | -------- | -------- |
| 1    | 6  | キミ・ライコネン           | マクラーレン・メルセデス | 44     | 1:32:35.274     | 10       | 10       |
| 2    | 1  | ミハエル・シューマッハ     | フェラーリ               | 44     | +3.132          | 2        | 8        |
| 3    | 2  | ルーベンス・バリチェロ     | フェラーリ               | 44     | +4.371          | 6        | 6        |
| 4    | 12 | フェリペ・マッサ           | ザウバー・ペトロナス     | 44     | +12.504         | 8        | 5        |
| 5    | 11 | ジャンカルロ・フィジケラ   | ザウバー・ペトロナス     | 44     | +14.104         | 5        | 4        |
| 6    | 15 | クリスチャン・クリエン     | ジャガー・コスワース     | 44     | +14.614         | 13       | 3        |
| 7    | 5  | デビッド・クルサード       | マクラーレン・メルセデス | 44     | +17.970         | 4        | 2        |
| 8    | 17 | オリビエ・パニス           | トヨタ                   | 44     | +18.693         | 9        | 1        |
| 9    | 7  | ヤルノ・トゥルーリ         | ルノー                   | 44     | +22.115         | 1        |          |
| 10   | 16 | リカルド・ゾンタ           | トヨタ                   | 41     | エンジン        | 20       |          |
| 11   | 18 | ニック・ハイドフェルド     | ジョーダン・フォード     | 40     | 4周遅れ         | 16       |          |
| Ret  | 3  | ファン・パブロ・モントーヤ | ウィリアムズ・BMW        | 37     | タイヤ          | 11       |          |
| Ret  | 4  | アントニオ・ピッツォニア   | ウィリアムズ・BMW        | 31     | ギアボックス    | 14       |          |
| Ret  | 9  | ジェンソン・バトン         | BAR・ホンダ              | 29     | タイヤ/接触     | 12       |          |
| Ret  | 21 | ゾルト・バウムガルトナー   | ミナルディ・コスワース   | 28     | 接触            | 18       |          |
| Ret  | 8  | フェルナンド・アロンソ     | ルノー                   | 11     | エンジン        | 3        |          |
| Ret  | 14 | マーク・ウェバー           | ジャガー・コスワース     | 0      | 接触            | 7        |          |
| Ret  | 10 | 佐藤琢磨                   | BAR・ホンダ              | 0      | 接触            | 15       |          |
| Ret  | 20 | ジャンマリア・ブルーニ     | ミナルディ・コスワース   | 0      | 接触            | 17       |          |
| Ret  | 19 | ジョルジオ・パンターノ     | ジョーダン・フォード     | 0      | 接触            | 19       |          |